# Люббе Зибетс

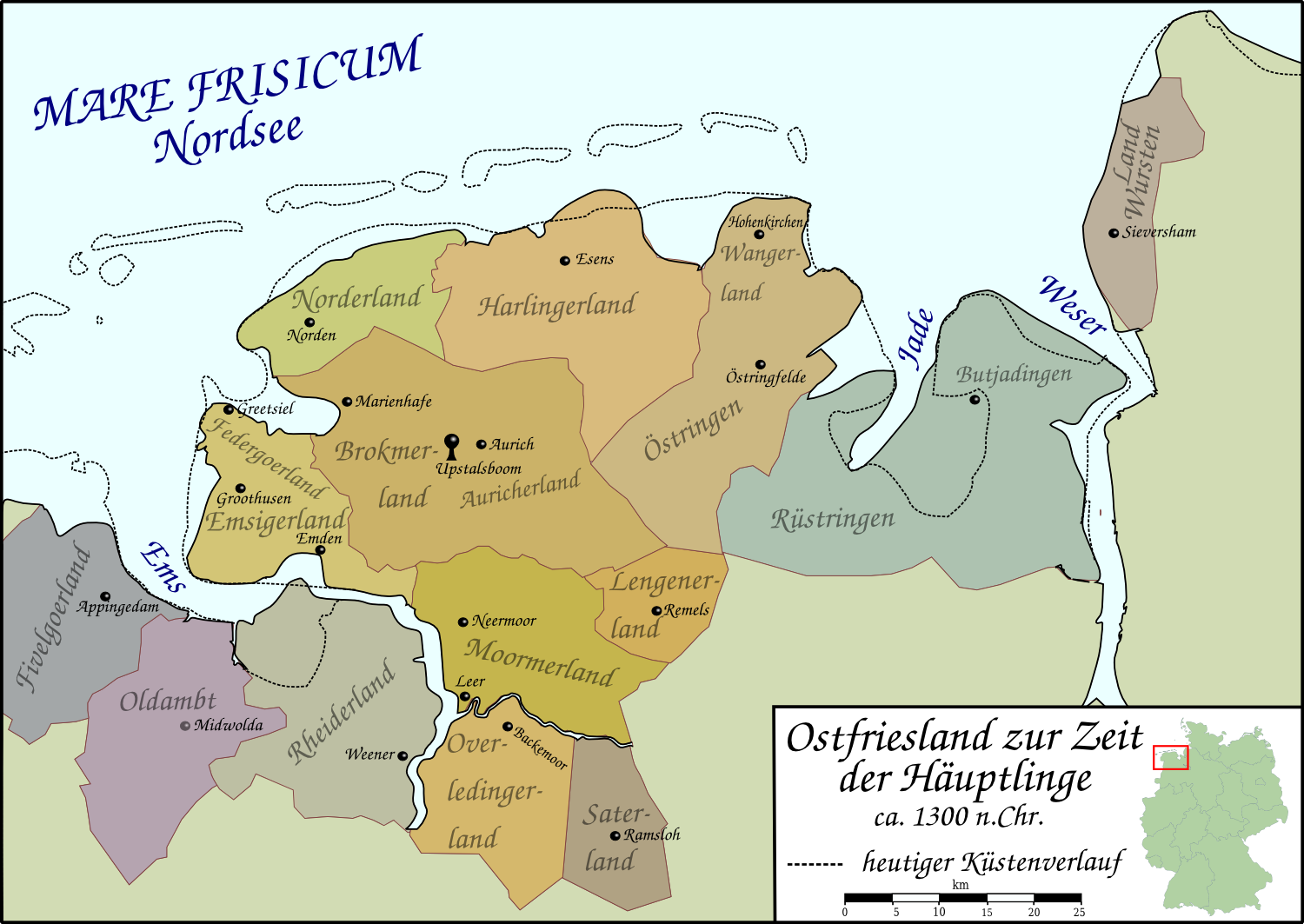
Восточная Фризия в период правления хофтлингов

Люббе Зибетс (з.-фриз. Lubbe Sibets, нем. Lubbe Sibets; до 1397 — 25 июля 1420) — восточнофризский хофтлинг (вождь) Бурхафе в Бутъядингене.

## Биография
Люббе Зибетс был сыном Зибета Хунрикеса, который в документе от 1384 года упоминается как хофтлинг Вадденса и считается первым местным вождём в этом районе Бутъядингена. Вместе с вождём Банта Эдо Вимкеном-старшим, а также в качестве союзника города Бремена он сражался против вождя Эзенсхамма Хуссеко Хайена. Один из его сыновей, предположительно Люббе, удерживался тогда в качестве заложника в Бремене как поручитель за его верность альянсу.
В 1397 году Люббе Зибетс впервые появился на политической арене в качестве договорного партнёра города Бремена. Как и его отец, он также был в тесном контакте с Эдо Вимкеном-старшим, на дочери которого Фроуве он был женат в первом браке. В 1409 году он был назначен хофтлингом Бурхафе. Его брат Мемме Зибетс тогда же упоминается как хофтлинг Вадденса. Предположительно, право на власть в Бурхафе перешло к Люббе через его мать, имя которой неизвестно, а Мемме Зибетс унаследовал владения отца.
В Бутъядингене Люббе Зибетс оставался одним из многих глав приходов, но так и не достиг должности хофтлинга провинции Бутъядинген. Центром его правления была церковь в Бурхафе, которую он так сильно укрепил, что в 1419 году бременцы прозвали её «самой неприступной церковью» по всей Фрисландии. Однако, когда сельское население страны в союзе с Бременом восстало против местных вождей Бутъядингена в 1418 году, церковь его не спасла. Люббе Зибетс был изгнан после захвата церкви в 1419 году и утратил политическую власть. Ему остались только частные владения.
В октябре 1420 года он, как и его брат Мемме и другие вожди Бутъядингена, упоминается в непосредственной близости от своего сына Зибета Папинги и, как говорят, впоследствии жил в Книпхаузене.

## Семья
Люббе Зибетс в первом браке был женат на Фроуве, дочери Эдо Вимкена-старшего. От этого брака родился сын Зибет Папинга. Во втором браке он был женат на Еве, дочери Танно Дюрена из Виттмунда из хофтлингского рода Канкена. От этого брака родились сыновья Хайо Харльда, ставший позже хофтлингом Евера, Инеке Таннен, а также дочь Ринельд, которая позже вышла замуж за хофтлинга Книпхаузена.